# 상징 인류학
상징 인류학(Symbolic anthropology)은 문화적 상징들에 대한 연구이며, 그 상징들이 특정 사회를 더 잘 이해하는데 어떻게 사용될 수 있는지를 연구하는 학문이다. 이것은 가끔 문화 유물주의(cultural materialism)와는 대조적으로 나타난다. 클리포드 기어츠(Clifford Geertz)에 따르면, "막스 베버 (Max Weber)와 함께, 사람은 자신이 친 중요한 거미줄에 걸려있는 하나의 동물이라고 생각하면서 나는 문화가 그런 거미줄이 되게하고, 법칙을 연구하는데 있어서 하나의 실험적 학문이 되게 분석하는 것이 아니라, 의미를 탐구하는데 있어서 하나의 해석적 학문로 그것을 분석한다고 한다.

## 같이 보기
- 집단 무의식
- 막스 베버